# کالین ماکری
کالین ماکری (به انگلیسی: Colin Mochrie) (زاده ۳۰ نوامبر ۱۹۵۷) بازیگر و کمدین اسکاتلندی-کانادایی است.
از فیلم‌های معروف او می‌توان به بازی در فیلم تاکسیدو و کیت کیترج: یک دختر آمریکایی اشاره کرد.